# سفر یک آهنگساز جوان
سفر یک آهنگساز جوان (گرجی: ახალგაზრდა კომპოზიტორის მოგზაურობა) یک فیلم کمدی درام گرجستانی محصول ۱۹۸۵ به کارگردانی گئورگی شنگلایا است. این فیلم در سی و ششمین جشنواره بین‌المللی فیلم برلین شرکت کرد، جایی که شنگلایا برنده خرس نقره‌ای بهترین کارگردانی شد.